# Ekboarmia holli
Ekboarmia holli là một loài bướm đêm trong họ Geometridae.